# Робертсон, Джулиан Харт
Джулиан Харт Робертсон (младший) (англ. Julian Hart Robertson, Jr.; 25 июня 1932, Солсбери, Северная Каролина, США — 23 августа 2022) — американский инвестор, основатель хедж-фонда «Tiger Management Corp».
После окончания в 1955 году Университета Северной Каролины в Чапел-Хилл служил 2 года офицером во флоте. Затем 20 лет работал в массачусетской инвестиционной компании Kidder, Peabody & Co., достигнув должности главы департамента по управлению активами.
В 1980 году основал инвестиционный фонд, собрав $8 млн от друзей и родственников. На протяжении 1980-х годов фонд оставался небольшим по размеру, но чрезвычайно успешным. Благодаря вложениям крупных инвесторов в 1991 году активы фонда составили $1 млрд, а к 1998 году активы 6 фондов под управлением Робертсона достигли $22 млрд, но после этого началась череда неудач, инвесторы начали забирать деньги. В 2000 году Робертсон решил закрыть все шесть фондов. В среднем его фонды давали прибыль в 25 % в течение 20 лет.
После этого Робертсон управлял лишь собственными средствами. В рейтинге журнала Forbes в 2015 году его состояние оценивалось в $3,4 млрд.